# Danh sách tổ chức về cờ vây
Dưới đây là danh sách các tổ chức chính về cờ vây trên thế giới:

## Quốc tế
- Liên đoàn cờ vây quốc tế (IGF)

## Lục địa
- Liên đoàn cờ vây châu Âu (EGF)
- Liên đoàn cờ vây Ibero-Mỹ, cho khu vực Ibero-Mỹ[1]

## Quốc gia
| Country                        | Organization | IGF member since                                              |
| ------------------------------ | --- | ------------------------------------------------------------- |
| Argentina                      | Hiệp hội cờ vây Argentina | 1982                                                          |
| Armenia                        | Hiệp hội cờ đam và cờ vây Armenia (Armenian Draughts and Go Federation)                                                                                                 | 2000                                                          |
| Úc                             | Hiệp hội cờ vây Úc | 1982                                                          |
| Áo                             | Hiệp hội cờ vây Áo | 1982                                                          |
| Azerbaijan                     | Hiệp hội GalaGAPI Azerbaijan (Azərbaycan Qalaqapı Federasiyası) | 2005                                                          |
| Belarus                        | Hiệp hội cờ vây Belarus (Belarusian Go Foundation(?)) | 2001                                                          |
| Bỉ                             | Hiệp hội cờ vây Bỉ | 1985                                                          |
| Brasil                         | Abrago (Hiệp hội cờ vây Brasil) Lưu trữ ngày 4 tháng 8 năm 2020 tại Wayback Machine                                                                                     | 1982                                                          |
| Brunei                         | Hiệp hội cờ vây Brunei Darussalam | 2012                                                          |
| Bulgaria                       | Hiệp hội cờ vây Bulgari (Българска Го Асоциация) | 2005                                                          |
| Canada                         | Hiệp hội cờ vây Canadia | 1982                                                          |
| Chile                          | Chile (Hiệp hội cờ vây Chile) | 1989                                                          |
| Colombia                       | Hiệp hội cờ vây Colombia | 1999                                                          |
| Costa Rica                     | Hiệp hội cờ vây Costa Rica Lưu trữ ngày 28 tháng 2 năm 2021 tại Wayback Machine                                                                                         | 2006                                                          |
| Croatia                        | Hiệp hội cờ vây Croatia | 1997                                                          |
| Cuba                           | Hiệp hội cờ vây Cuba | 1994                                                          |
| Síp                            | Hiệp hội cờ vây Cyprus | 2005                                                          |
| Cộng hòa Séc                   | Hiệp hội cờ vây Czech | 1982 (tiền thân là Tiệp Khắc)                                 |
| Đan Mạch                       | Hiệp hội cờ vây Đan Mạch | 1982                                                          |
| Đài Loan ("Trung Hoa Đài Bắc") | Đài Loan Kì viện | 1985                                                          |
| Ecuador                        | Hiệp hội cờ vây Ecuador Lưu trữ ngày 14 tháng 11 năm 2020 tại Wayback Machine                                                                                           | 2001                                                          |
| Phần Lan                       | Hiệp hội cờ vây Phần Lan | 1982                                                          |
| Pháp                           | Hiệp hội cờ vây Pháp | 1982                                                          |
| Đức                            | Hiệp hội cờ vây Đức | 1982                                                          |
| Guatemala                      | Hội cờ vây Guatemala (Club de Igo de Guatemala), 6a Avenida A 8-35, Zona 9, Guatemala 01009                                                                             | 1999                                                          |
| Hồng Kông (Trung Quốc)         | Hiệp hội cờ vây Hồng Kông | 1982                                                          |
| Hungary                        | Hiệp hội cờ vây Hungary | 1982                                                          |
| Iceland                        | Hið Íslenska Gofélag Lưu trữ ngày 1 tháng 5 năm 2007 tại Wayback Machine                                                                                                | Chưa là thành viên                                            |
| Ấn Độ                          | Hiệp hội cờ vây nghiệp dư Ấn Độ | 1997                                                          |
| Indonesia                      | Hiệp hội cờ vây Indonesia Lưu trữ ngày 15 tháng 1 năm 2020 tại Wayback Machine                                                                                          | 1994                                                          |
| Ireland                        | Hiệp hội cờ vây Ireland | 1990                                                          |
| Israel                         | Hiệp hội cờ vây Israel (אגודת הגו הישראלית) | 1997                                                          |
| Ý                              | Hiệp hội cờ vây Italy | 1982                                                          |
| Nhật Bản                       | Nihon Ki-in | 1982                                                          |
| Bắc Triều Tiên                 | Hiệp hội cờ vây Cộng hòa dân chủ nhân dân Triều Tiên P.O. Box; 800, Chukjon-dong, Mangyongdae dist, Pyongyang, DPR Korea Tel: 850-2-18111 (Ext 8677) Fax: 850-2-3814539 | 1991                                                          |
| Hàn Quốc                       | Hiệp hội cờ vây Hàn Quốc | 1982                                                          |
| Litva                          | Lietuvos Go Asociacija | 2000                                                          |
| Luxembourg                     | Le Club de Go du Luxembourg Lưu trữ ngày 18 tháng 2 năm 2013 tại archive.today                                                                                          | 1985                                                          |
| Ma Cao                         | Clube De Xandrez "Wei Qi" De Macau | 2008                                                          |
| Madagascar                     | Club de Go Madagascar Lưu trữ ngày 20 tháng 5 năm 2017 tại Wayback Machine                                                                                              | 1999                                                          |
| Malaysia                       | Malaysia Weiqi Association | 1987                                                          |
| Mexico                         | Asociación Mexicana de Go Lưu trữ ngày 30 tháng 6 năm 2017 tại Wayback Machine                                                                                          | 1983                                                          |
| Mongolia                       | Mongolian Go Association Lưu trữ ngày 2 tháng 3 năm 2021 tại Wayback Machine, Box 470, Ulaanbaatar-38, Mongolia                                                         | 2003                                                          |
| Morocco                        | Association pour la promotion du Go au Maroc BP2020 Hay Riad, Rabat, Maroc                                                                                              | 1999                                                          |
| Nepal                          | Nepalese Go Association, Balakhu-10, Bhatapur, Nepal | 2003                                                          |
| Hà Lan                         | Nederlandse Go Bond | 1982                                                          |
| New Zealand                    | New Zealand Go Society | 1982                                                          |
| Na Uy                          | Norwegian Go Association | 1982                                                          |
| Panama                         | Panamanian Go Association, Apdo.Postal 6-8312, El Dorado, Panama, República de Panamá                                                                                   | 2003                                                          |
| Peru                           | Asociacion Peruana de Igo-Shogi, Centro Cultural Peruano, Japonés Av., Gregorio Escobedo 803, Lima 11, Peru                                                             | 1999                                                          |
| Philippines                    | Philippine Go Association Lưu trữ ngày 11 tháng 11 năm 2013 tại Wayback Machine                                                                                         | 2007                                                          |
| Ba Lan                         | Polish Go Association | 1982                                                          |
| Bồ Đào Nha                     | Portugal Go Association | 1992                                                          |
| Romania                        | Romanian Go Association | 1982                                                          |
| Nga                            | Russian Go Federation | 1985 (tiền thân là Liên Xô)                                   |
| Serbia                         | Go savez Srbije | 1982 (orig. SFR Yugoslavia); 1997 (Reformed in FR Yugoslavia) |
| Singapore                      | Hiệp hội cờ vây Singapore | 1982                                                          |
| Slovakia                       | Slovenska Asociacia Go | 1994                                                          |
| Slovenia                       | Go Zveza Slovenije | 1992                                                          |
| Nam Phi                        | South African Go Association | 1993                                                          |
| Tây Ban Nha                    | Asociación Española de Go | 1982                                                          |
| Thụy Điển                      | Svenska Goförbundet | 1982                                                          |
| Thụy Sĩ                        | Swiss Go Association | 1982                                                          |
| Thái Lan                       | Hiệp hội cờ vây Thái Lan | 1983                                                          |
| Thổ Nhĩ Kỳ                     | Hiệp hội Kì thủ Cờ vây Thổ Nhĩ Kỳ | 1993                                                          |
| Trung Quốc                     | Hiệp hội cờ vây Trung Quốc | 1982                                                          |
| Tunisia                        | Tunisia Go Association |                                                               |
| Ukraine                        | Ukrainian Go Federation | 1993                                                          |
| Vương quốc Anh                 | Hiệp hội cờ vây Vương quốc Anh (BGA) | 1982                                                          |
| Hoa Kỳ                         | Hiệp hội cờ vây Hoa Kỳ (AGA) | 1982                                                          |
| Uruguay                        | Club de Go del Uruguay, Casilla de Correo, 10750, Montevideo | 2001                                                          |
| Venezuela                      | Asociaciόn Venezolana de Go | 1992                                                          |
| Việt Nam                       | Liên đoàn Cờ vây Việt Nam (trực thuộc Liên đoàn Cờ Việt Nam) Lưu trữ ngày 6 tháng 7 năm 2017 tại Wayback Machine                                                        | 1999                                                          |